# Ла Моттре, Обри де

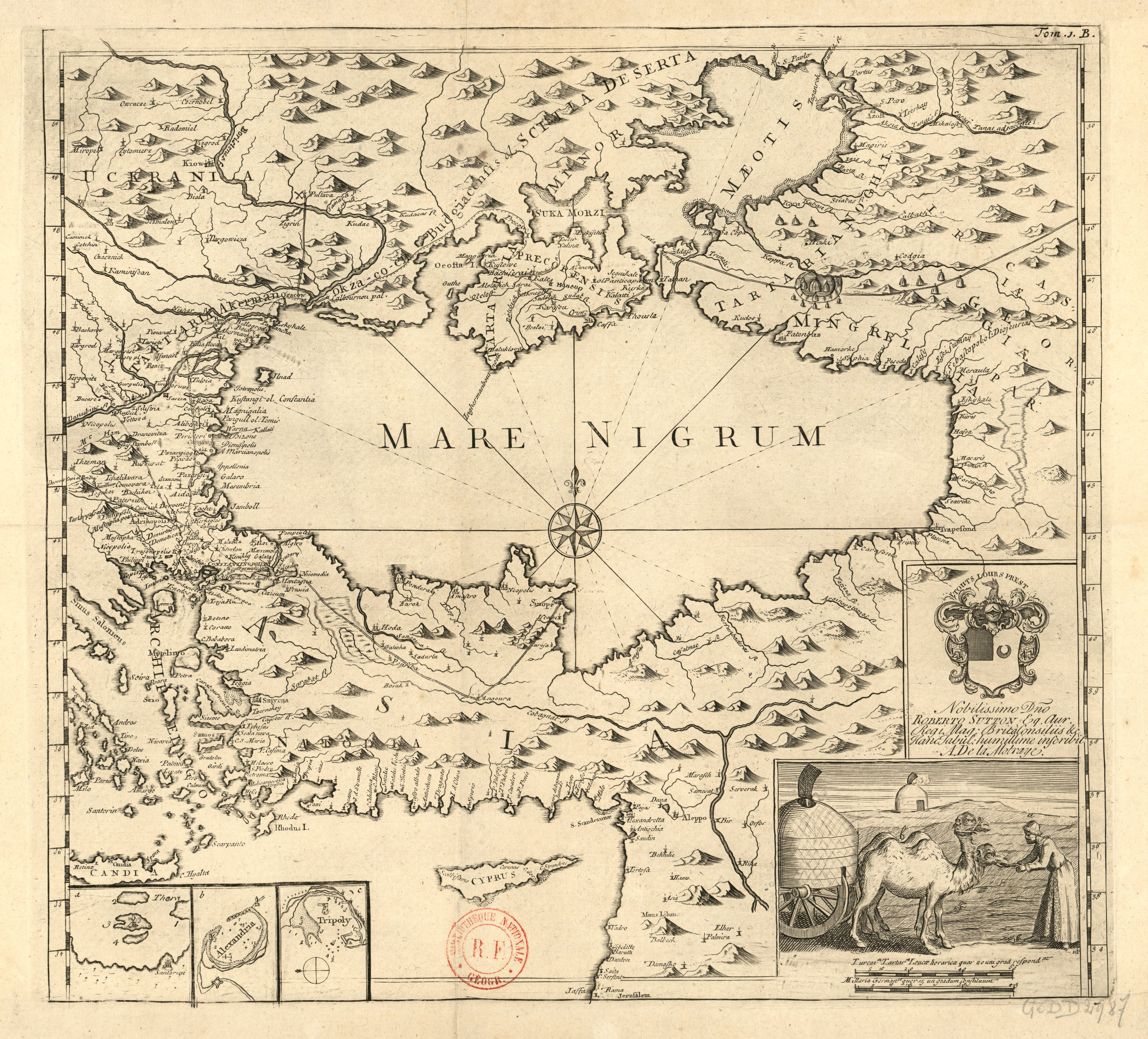
Карта Чёрного моря из сочинения ла Мотре

Обри де ла Моттре (Aubrey de La Mottraye; 1674—1743) — французский дворянин-гугенот, агент шведского короля Карла XII, известный своими странствиями по Европе. Он посетил Швецию, Лапландию, Пруссию, Францию, Испанию, Италию, Грецию, Россию, долгое время базировался в Турции. В русскоязычных источниках также проходит под именами «Абри де Ламоттре» или «Обри де ла Мотрэ».

## Биография
Точный год рождения неизвестен, хотя можно встретить утверждение, что он родился в Париже в 1674 году.
После издания эдикта Фонтенбло веротерпимости во Франции пришёл конец и гугеноты стали массово покидать родину. Ла Моттре уехал из Парижа в 1696 году, три года спустя прибыл в Смирну, откуда в июне 1699 перебрался в Константинополь. Здесь он проживал до отъезда в Швецию в 1714 году.
В 1711 году ла Моттре становится агентом шведского короля Карла XII и совершает через Крым и Тамань поездку на Северный Кавказ (до Астрахани и обратно) Большой интерес представляют его заметки о черкесах.
Позднее по поручению Карла XII посетил Венгрию, Голландию, Германию, Англию и снова Турцию.
В 1714 году ла Моттре объехал всю Швецию вплоть до самых северных её областей (Лапландии).
После смерти Карла XII дипломат в 1718 году поселяется в Голландии, а затем в Англии, в интересах которой он продолжает свою дипломатическую деятельность, совершая ряд новых поездок по Европе (во Францию, Германию, Польшу и Россию).

## Мемуары
В 1724 году ла Моттре на английском языке издает в Лондоне два тома своих «Путешествий по Европе, Азии и части Африки». Третий том он издал через девять лет. Через 3 года книга была переиздана в Гааге с дополнениями (на французском), содержащими описание путешествия в Крым и на Северный Кавказ. Биографы характеризуют его как «правдивого рассказчика, но весьма поверхностного наблюдателя».
В 1726 году ла Моттрэ приехал в Петербург, где написал и позже (1732) опубликовал «Путешествие на английском и французском О. де ла Мотрэ по различным провинциям и местностям герцогской и королевской Пруссии, России, Польши и т. д…», где России он посвятил главу третью.

### Роль мемуаров Обри де ла Моттре в археологических открытиях на Чуфут-Кале
В материалах караимских историков, для которых Кырк-Ер (Чуфут-Кале) был важнейшим национальным и религиозным центром, имелись упоминания о наличии в крепости осадного колодца. С научной точки зрения также вставал вопрос, как средневековый город с населением несколько тысяч человек мог обходится без источника водоснабжения. Первое упоминание о его существовании в европейских источниках привел именно Обри де Ла Моттре, цитата по Ф. Дюбуа де Монпере, он пишет:

«…здесь [на Бурунчаке] имелся колодец или естественная цистерна, облицованная тесаными камнями и наполненная водой, никогда не иссякавшей. Местонахождение колодца, который был, несомненно, заделан турками, сегодня неизвестно».
В 1998 году осадный колодец упоминаемый де ла Моттре, был найден энтузиастами-краеведами  и спелеологами и оказался сенсационным по размеру и сложности гидротехническим сооружением, глубиной 60 м и протяжённостью ходов 120 м.

## Рукописи
- Путешествие на английском и французском О. де ла Мотрэ по различным провинциям и местностям герцогской и королевской Пруссии, России, Польши и т. д.[5]
- Motraye A. de la. Travels through Europe, Asia, and into part of Africa… London, 1723. Vol. 1—2.
- Motraye A. de la. Voyages en Europe, Asie et Afrique… La Haye, 1727. Vol. 1—2.
- Motraye A. de la. Voyages en Anglois et en Francois en diverses provinces et places de la Prusse ducale et royale, de la Russie, de la Pologne etc… La Haye; Londres; Dublin, 1732.